# Claudio Celli
Claudio Celli (Firenze, 7 febbraio 1929 – Grosseto, 9 giugno 2012) è stato un cantante, paroliere, attore e produttore discografico italiano.

## Biografia
Dopo essersi trasferito a Milano, entra nel mondo dello spettacolo dapprima come attore; dotato di una bella voce da baritono, forma poi il Quartetto Radar, debuttando nel 1956.
All'interno del gruppo vocale Celli si occupa in particolare delle coreografie e, a volte, della scrittura dei testi sulle musiche di Gianni Guarnieri.
Nel 1957 sposa la collega Betty Curtis, che ha scoperto e lanciato.
Il Quartetto Radar si scioglie nel 1969, ma già negli ultimi anni di carriera Celli affianca le attività di paroliere (tra i suoi successi Un'anima tra le mani per Don Marino Barreto Junior, incisa con il titolo cambiato in Un'anima pura anche dai Rokes) e di produttore discografico.
Si dedica inoltre all'incisione di jingle pubblicitari per Carosello: tra questi è particolarmente noto Bidi bodi bu per la Ondaflex.
Nel 1970 collabora con Giorgio Gaber per la realizzazione del suo primo disco dal vivo, Il signor G, con la registrazione dell'omonimo spettacolo.
Negli anni 80 è fra le voci fuori campo del fortunato varietà televisivo Drive In.
Con Terra di casa mia, scritta per Romolo Ferri, partecipa al Cantagiro 1972; si occupa poi della produzione di Valentina Greco e, nello stesso periodo, scrive Il pretesto per Emanuela Cortesi.
Negli anni ottanta forma gli Oldies, con i colleghi Nicola Arigliano, Ernesto Bonino, Cocky Mazzetti e Wilma De Angelis, incidendo l'album Questi pazzi pazzi Oldies, pubblicato dall'RCA Italiana.
Nel decennio successivo rallenta l'attività.
Sul numero 8 di Raropiù, uscito nel dicembre 2013, durante un'intervista realizzata da Lucio Nocentini, Wilma De Angelis, grande amica di Betty Curtis e della famiglia Celli, rivela che l'anno precedente sono scomparsi sia Claudio che il figlio quarantaquattrenne Cristiano. Quest'ultimo, in tempi recenti, aveva trasformato l'ex casa dei genitori in un B&B che prendeva il nome da una famosa canzone del Quartetto Radar: Bidi bodi bu.

## Discografia parziale - Con il Quartetto Radar

### 33 giri
- 1958: Schermo sonoro - Musiche da films (Durium, ms A 591; con Vickie Henderson, Flo Sandon's e Marino Marini)
- 1958: Un disco...dei Radar (Durium, ms A 598)

### 78 giri
- 1958: I trulli di Alberobello/Campane di santa Lucia (Durium, A 11108)
- 1958: Io sono te/Timida serenata (Durium, A 11118; solo lato B, lato A cantato da Flo Sandon's)

### EP
- 1957: Calypsos (Durium, ep A 3062; con Flo Sandon's)
- 1957: Buon Natale! (Durium, ep A 3074)

### 45 giri
- 1958: I trulli di Alberobello/Campane di santa Lucia (Durium, Ld A 6202)
- 1958: Scalinatella/Santa Lucia luntana (Italdisc, QR 18)
- 1958: Serenata ad un angelo/Bambina innamorata (Italdisc, QR 19)
- 1961: Dammi la mano e corri/La Princesse de Juliette (CGD, N 9228)
- 1961: Ti-pi-tin/Chiacchiere,chiacchiere (CGD, N 9282)

## Discografia parziale - Con gli Oldies

### 33 giri
- 1982: Questi pazzi pazzi Oldies (RCA Italiana)